# Ofelina quinasa
La ofelina quinasa (EC 2.7.3.7) es una enzima que cataliza la siguiente reacción química:
Por lo tanto, los dos sustratos de esta enzima son ATP y ofelina, mientras que sus tres productos son adenosina difosfato, ofelina fosfato y un ion hidrógeno.

## Clasificación
Esta enzima pertenece a la familia de las transferasas, específicamente a aquellas fosfotransferasas que transfieren grupos que contienen fósforo utilizando un grupo nitrogenado como acepto.

## Nomenclatura
El nombre sistemático de esta clase de enzimas es ATP:guanidinoetil-metil-fosfato fosfotransferasa. 